# Marga Minco

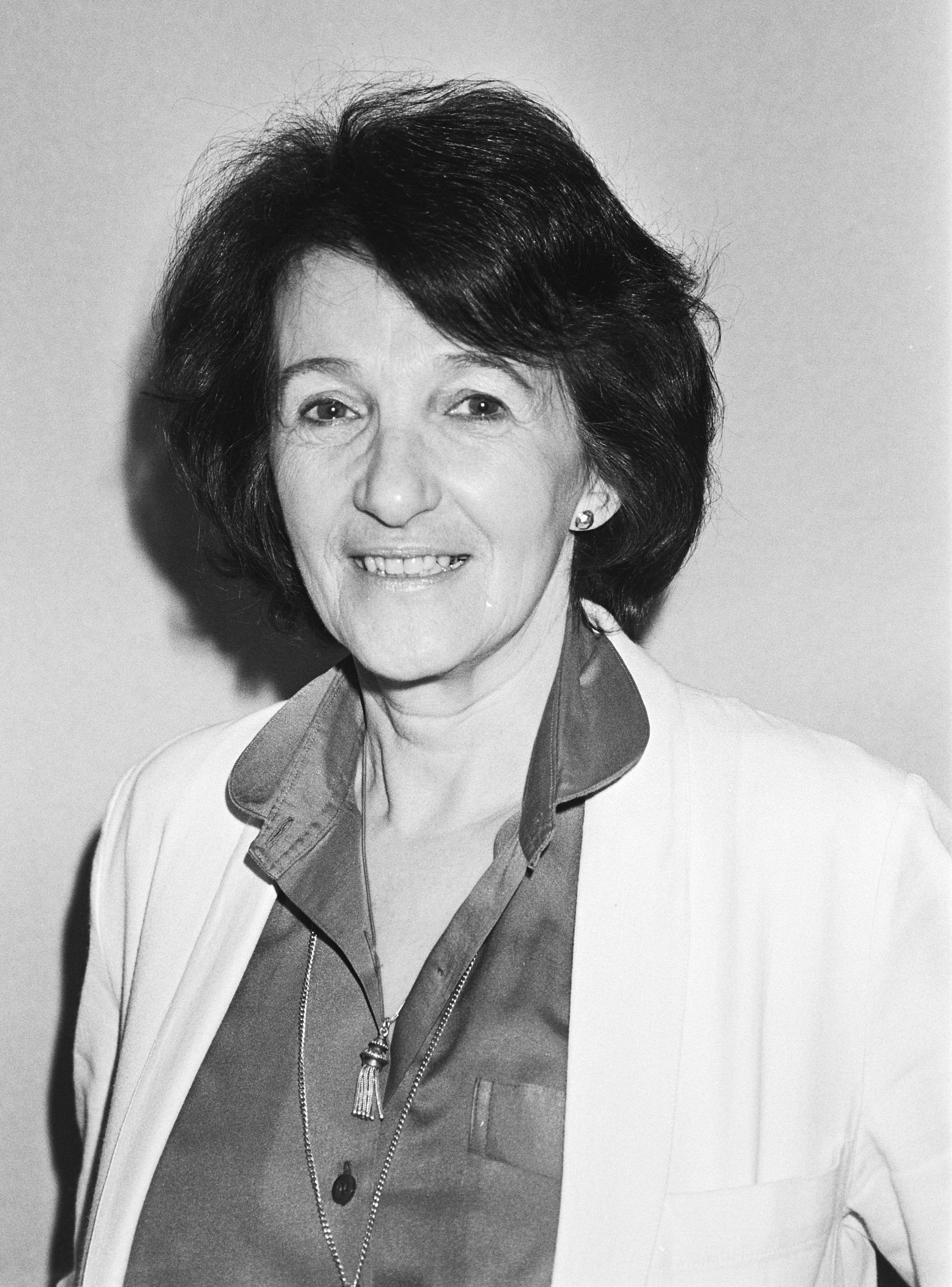
Marga Minco (1981)

Marga Minco (* 31. März 1920 in Ginneken, Breda als Sara Menco; † 10. Juli 2023 in Amsterdam) war eine niederländische Schriftstellerin und Journalistin.

## Biografie
Marga Minco war die jüngste und einzige Überlebende von Verhaftungen und Deportationen einer jüdischen Familie mit drei Kindern. Ab 1950 veröffentlichten niederländische Zeitungen ihre Novellen, die durch ihre gelebte Erfahrung geprägt wurden. Ihr Werk thematisiert das Drama der niederländischen Juden, die während des Zweiten Weltkrieges verfolgt wurden. Außer Romanen und Erzählungen veröffentlichte sie ebenfalls Bücher für Kinder und Szenarien für das Fernsehen. Ihr Werk wurde in zwanzig Sprachen übersetzt (u. a. Englisch, Deutsch, Hebräisch und skandinavische Sprachen). Im Jahre 1958 erhielt sie für Het bittere kruid den Vijverbergprijs, 1999 den Annie Romeinprijs, 2005 den Constantijn Huygens Preis und 2019 den P.C.-Hooft-Preis.
Ihr Cousin 2. Grades war der niederländische Widerstandskämpfer und Kommunalpolitiker Bill Minco.
Marga Minco starb im Juli 2023 im Alter von 103 Jahren.

## Werke
- Het bittere kruid. Een kleine kroniek (1957)
- Het adres (1957)
- De andere kant (verhalen) (1959)
- Tegenvoeters (mit Bert Voeten) (1961)
- Kijk 'ns in de la (1963)
- Het huis hiernaast (1965)
- Terugkeer (1965)
- Een leeg huis (1966)
- Het bittere kruid/Verhalen/Een leeg huis (1968)
- De trapeze 6 (mit Mies Bouhuys) (1968)
- De dag dat mijn zuster trouwde (1970)
- Meneer Frits en andere verhalen uit de vijftiger jaren (1974)
- Je mag van geluk spreken (Bulkboek nr. 46, 1975)
- Het adres en andere verhalen (1976)
- Floroskoop – Maart (1979)
- Verzamelde verhalen 1951–1981 (1982)
- De val (1983)
- De glazen brug (1986)
- De glazen brug (1988)
- De zon is maar een zeepbel, twaalf droomverslagen (1990)
- De verdwenen bladzij.  (1994)
- Nagelaten dagen (1997)
- De schrijver. Een literaire estafette (2000)
- Decemberblues (2003)
- Storing (verhalen) (2004)
- Een sprong in de tijd (2008)

### Auf Deutsch erschienen
- Das bittere Kraut – Eine kleine Chronik; aus dem Niederländischen von Marlene Müller-Haas, Wuppertal: Arco [2020], ISBN 978-3-96587-020-8
- Das bittere Kraut. Hrsg. von Josh van Soer. Übers. aus dem Niederländ. von Tina Huber-Hönck; Frankfurt am Main: Fischer-Taschenbuch-Verl., 1995, ISBN 3-596-12379-8
- Ein leeres Haus; aus dem Niederländischen von Marlene Müller-Haas; Deutsche Erstausgabe; Wuppertal: Arco [2020], ISBN 978-3-96587-019-2
- Nachgelassene Tage; aus dem Niederländischen von Marlene Müller-Haas, Bergisch Gladbach: EditionLübbe, 2000, ISBN 3-7857-1515-3

## Auszeichnungen
- 1958 Vijverbergprijs für Het bittere kruid
- 1986 Boekenweekgeschenk Novelle De glazen brug
- 1999 Annie Romeinprijs für ihr Gesamtwerk
- 2005 Constantijn Huygens Preis für ihr Gesamtwerk
- 2019 P.C.-Hooft-Preis für ihr erzählerisches Gesamtwerk

## Kultur
Het Bittere kruid wurde 1985 von Kees van Oostrum unter demselben Titel verfilmt.